# Juan Planck

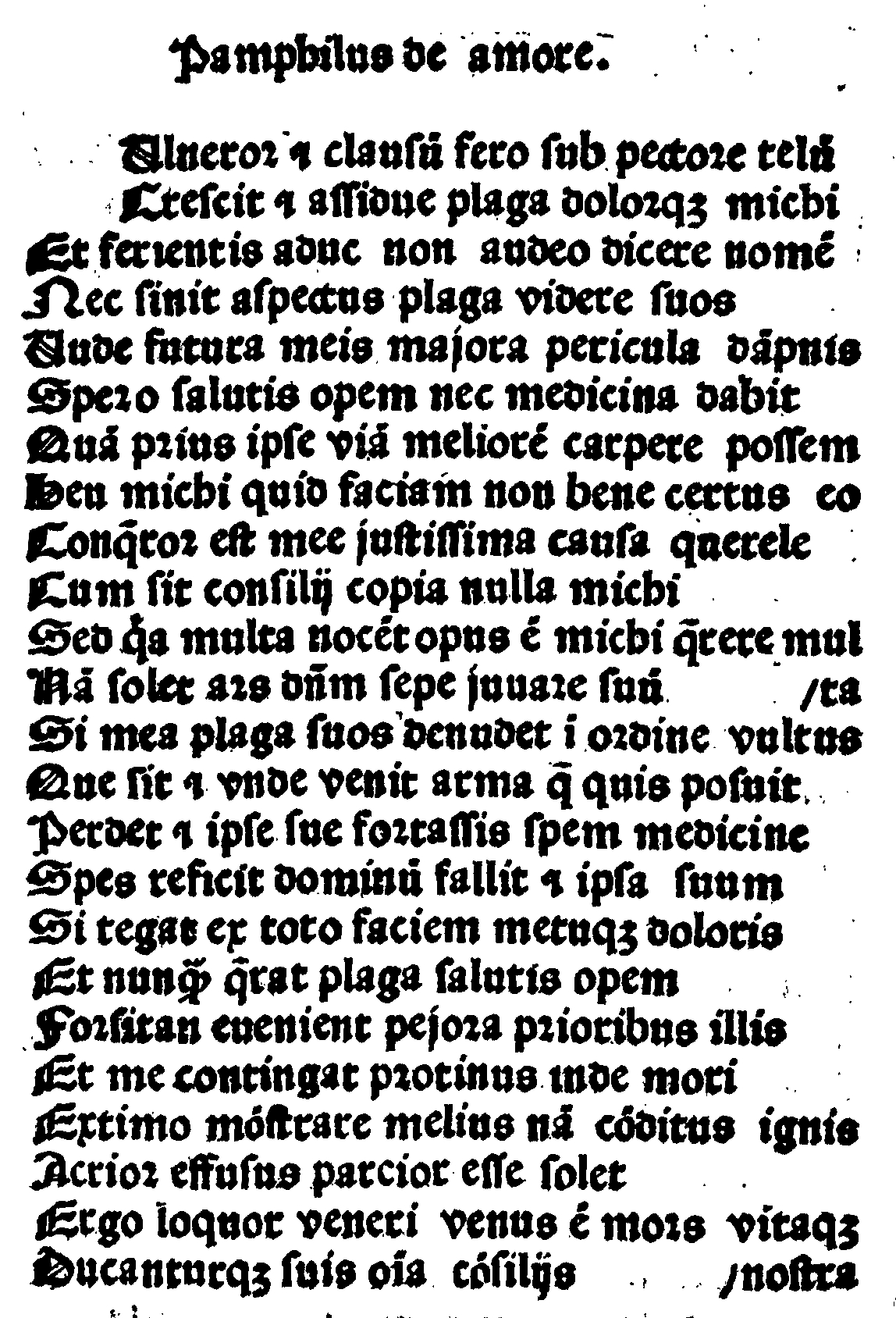
Un incunable de Pamphilus de amore impreso c. 1480-1484 en Zaragoza por Pablo Hurus y Juan Planck

Juan Planck (también conocido como Juan Blanco, Johann Planck, Johannes Planck y posiblemente Johannes de Salsburga, Johann von Salzburg, fl. 1479-1484) fue un clérigo alemán del siglo XV convertido en impresor que se convirtió en uno de los fundadores del negocio de la imprenta en Iberia.

## Trayectoria
Se cree que Planck colaboró con otros dos alemanes, Enrique Botel y Georgius von Holz, siendo Botel el maestro artesano que enseñaba a los otros dos, ya en 1473, posiblemente en Barcelona. En 1475, Planck publicó en Barcelona el primer libro impreso claramente fechado. Tras la muerte de Holz, los dos restantes renovaron su acuerdo en Zaragoza en 1477.
En 1477, Planck también comenzó a trabajar con Pablo Hurus (con cuyo hermano, Juan/Johann, no debe confundirse).
Planck nunca tuvo imprenta propia y su nombre no aparece en ningún colofón, pero se le atribuyen una serie de ediciones como Ethica ad Nicchomacum (1473), impresa con Botel y Holtz, Vita et transitus sancti Hieronymi (c. 1476). -77), impresa junto con Botel y Paul Hurus, o las Fábulas de Esopo (1482) con Paul Hurus.

## Identificación con Johannes de Salsburga
Planck puede ser o no el mismo Johannes de Salsburga que trabajó junto a Paul Hurus en Barcelona, y que aparece junto a él en el colofón de una edición barcelonesa de 1475 de la Rudimenta Grammaticae de Perottus. (Poco más se sabe de Johannes de Salsburga; otra posible identificación es con un tal Juan Gherlinc). Johannes de Salsburga también imprimió los siguientes volúmenes en Barcelona en 1475:
- En Catilinam oraciones
- De Bello Iugurthino
- En C. Sallustium invectiva
- De coniuratione Catilinae
- Invectiva en MT Ciceronem
- Epitomae rerum Romanarum